# ۶۵ (قمری)
۶۵ (قمری)، شصت و پنجمین سال در گاهشماری هجری قمری است. اول محرم این سال برابر با بیست و یکم اوت سال ۶۸۴ میلادی است.

## رویدادها
- ۱ ربیع الاول - ازدواج فاطمه بنت عبدالله با علی بن حسین

- ۱ ربیع الاول  - آغاز قیام توابین در کوفه به رهبری سلیمان بن صرد خزاعی علیه حکومت اموی.

- ۲۵ جمادی الاول -  شروع جنگ که به شکست سپاه ایشان در مقابل سپاه عبیدالله بن زیاد منجر شد.

- حمله سپاه امویان به فرماندهی حُبَیش بن دَلَجه برای سرکوبی عبدالله بن زبیر و تصرف شهر مکه که به شکست امویان انجامید.

## درگذشتگان
- مروان بن حکم، چهارمین خلیفه اموی

- سلیمان بن صرد

- مسیب بن نجبه از تابعین و از رهبران قیام توابین

- عبدالله بن وال تیمی

- حارث بن عبدالله همدانی

- نعمان بن بشیر